# 저스틴 개틀린
저스틴 알렉산더 개틀린(영어: 	Justin Alexander Gatlin, 1982년 2월 10일~)은 미국의 전직 육상 선수이다. 올림픽과 세계 선수권 대회에서 금메달을 여럿 수상했다.

## 생애
뉴욕 브루클린에서 태어난 개틀린은 플로리다주 펜사콜라에 있는 우드햄 고등학교에서 수학하였다.
2000년 가을 고교 시절의 좋은 110m 허들 선수로서 녹스빌에 있는 테네시 대학교에 도착하였다. 2년 동안 훈련과 테네시 대학교의 프로그램을 마친 후 개틀린은 6개의 보존 NCAA 타이틀을 우승하였다. 2002년 가을에는 자신의 2학년 시즌을 프로로 가입시킨 후에 테네시를 떠났다. 2년 후, 2004년 아테네 올림픽에 참가하여 100m 결승전에서 포르투갈의 프랜시스 오비크웰루와 전직 금메달리스트 모리스 그린을 좁은 차이로 꺾고 9.85초의 기록으로 금메달을 획득하였다. 또한 자신의 동료들이 메달을 휩쓸었던 200m에서 동메달과 400m 계주에서 은메달을 따기도 하였다.
이듬해 헬싱키에서 열린 세계 육상 선수권 대회에서 전직 챔피언 킴 콜린스를 꺾고 100m 우승을 차지하였다.
개틀린의 올림픽 100m 결승전 기록은 올림픽 역사상 세 번째로 빠른 기록을 알려졌고, 200m 19.86초의 제일 빠른 기록은 20세 이하 선수들을 위한 빠른 점수였다.
2001년 개틀린은 암페타민 복용을 한 사실이 밝혀져 2년 동안 국제 대회에 출전을 금지당하였다.
2005년 8월 7일 세계 육상 선수권 대회에서 100m 9.88초의 기록을 세웠다. 세계 기록 보유자 아사파 파월이 부상으로 출전하지 못하자 개틀린은 다른 선수들을 꺾고 올림픽-세계 선수권 100m 더블 타이틀을 차지하였다.
200m에서도 우승을 하면서 모리스 그린에 이어 하나의 세계 육상 선수권 대회에서 단거리 육상 종목 2개를 우승한 두 번째 선수가 되었다.
2006년 5월 12일 카타르 도하에서 열린 IAAF 수퍼 투어 대회의 결승전에서 뛰면서 9.77초(아사파 포웰의 2005년 기록)의 세계 기록을 동등하게 세웠다.
2006년 12월 19일 ESPN은 개틀린이 우드햄 고등학교의 육상 팀 지원 코치로 일하겠다는 보도를 하였다.

## 가능한 프로 미식축구 경력
육상에서 4년간 출전을 금지당한 동안에 미식축구를 하겠다는 개틀린의 계획이 보도되었다. 2006년 11월 29일 개틀린이 약간의 미식축구 경험에 불구하고 휴스턴 텍산즈와 활약하였다고 ESPN이 보도하였다.
2007년 5월 4일 탬파베이 뷰캐너스는 개틀린이 2007년 루키 캠프에 나간 자유계약 선수 28명 중의 하나로 선언하였고, 참석에 서명하지 않은 최고 흥미를 자아내는 선수로서 숙고되었다. 자신이 중요한 실력을 가지고 있다는 믿음에도 불구하고 성공하지 못하였다.
2008년 3월 13일 개틀린은 타이탄스의 NFL 프로 경기에 활약하였으나, 아무 팀들로부터 계약이 맺어지지 못하였다.

## 육상으로 복귀
2010년 8월 3일 4년간 출전금지로부터 육상에 복귀하여 핀란드와 에스토니아에서 순회 경기를 가졌다. 라크베레에서 100m 10.24초의 기록으로 우승하였고, 탈린에서 열린 에르고 세계 도전대회에서 10.17초의 기록을 향상하여 승리하였다.
8월 31일 이탈리아 로베레토에서는 요한 블레이크에 밀려 10.09초의 기록으로 2위를 하였다.
2012년 런던 올림픽에서는 100m 3위와 400m 릴레이 2위를 하였으며, 이듬해 모스크바에서 열린 2013년 세계 육상 선수권 대회에서 100m와 릴레이에서 은메달에 그쳤다. 후에 런던 올림픽에서 타이슨 게이의 도핑 위반이 증명되어 미국 팀은 은메달을 박탈당하였다.
2016년 리우데자네이루 올림픽에서 개틀린은 100m를 9.89초로 달려 은메달을 땄다. 200m에도 나갔으나 준결승전에서 20.13초로 달려 결승전 진출에 실패하였다.
크리스쳔 콜먼과 우사인 볼트를 이기고2017년 세계 육상 선수권 대회 100m에서 금메달을 획득하였으나 관중의 야유를 받았다.

## 같이 보기
- 남자 100m 달리기 세계 기록 추이